# 青野武
青野武（日语：／ Aono Takeshi，1936年6月19日—2012年4月9日），日本男性聲優，舞台演員。青二Production所屬。北海道旭川市出生及出身。北海道旭川東高級中學畢業。舊藝名是青野武士。2010年5月被診斷出大動脈剝離。在將近兩年間與病魔的搏鬥中，於東京時間2012年4月9日下午4時38分，因大動脈剝離手術後的多發性腦梗塞在東京都八王子市的醫院病逝，享壽75歳。
代表作品包括《宇宙戰艦大和號》（真田志郎）與《櫻桃小丸子》（櫻友藏，接任富山敬遺缺）等。

## 演出
※粗體字表示主要角色。

### 電視動畫
- 變形金剛VICTORY 狂派首領-薩拉斯
- 動畫紀錄片 決斷
- 亞歷山大戰記-阿塔羅斯
- 少年劍道王直角-石垣子太夫
- 零之使魔-歐斯曼
- 靈異獵人-理事長
- 驅魔少年-書翁
- 亂馬½-牌王、阿筋
- 犬夜叉-灰刃和尚
- 銀魂-平賀源外
- 金田一少年之事件簿-岩田英作，田代富士夫，山之內恆聖
- 少年德川家康-織田信長
- 忍者戰士飛影-哈撒圖
- 天地無用!-柾木勝仁、柾木信幸
- 巷說百物語-治平
- 潛龍諜影系列-羅伊·康貝爾上校
- 七龍珠-笛子魔王(比克大魔王)，天神
- CLANNAD-幸村俊夫
- ONE PIECE-喬拉可爾·密佛格、烏普·史拉布
- 三國志 (動畫電影)-關羽
- 幻想戰記-イグルー
- 洛克人-阿爾伯特‧W‧威利
- 天使怪盜-丹羽大樹
- 東京震級8.0-古市 匡司
- 夏目友人帳-露神
- 怪怪怪的鬼太郎（第3作）-滑瓢、海栗介、袋酒、貓仙人、貧乏神、蛤蟆仙人、井戶仙人、老爺爺、旁白
- 怪怪怪的鬼太郎（第4作）-食人島、壽太郎、管家、化貓、三高松藏、長嶋晴之助、釜鳴、博士
- 怪怪怪的鬼太郎（第5作）-滑瓢
- 美味大挑戰-怪樂亭布萊克〈亨利·詹姆士·布萊克〉
- 齊天烈大百科-熊田熊八（阿薰的爸爸）、莫雷茲齋、熊田熊一郎（阿薰的叔叔）
- 動畫世界的童話-黎胥留
- 櫻桃小丸子第2期-爺爺（櫻友藏）（第2代）
- 天地無用！-柾木勝仁（天地的爺爺）柾木信幸（天地的爸爸）
- 大嘴鳥-大嘴鳥爺爺
- 川之光-鼠爺爺
- 銀河英雄傳說-姆萊
- 英雄傳說VI「空之軌跡」-阿爾巴特·拉賽爾
- 逮捕令-中嶋大丸
- 生死格鬥系列-元福
- 日式麵包王-三木則平
- 遊戲王-武藤雙六
- 交響詩篇-艾克賽爾·薩斯頓
- 女神異聞錄-伊戈爾

1980年
- 銀河鐵道999（艾德蒙、核心、司令官）

1981年
- 福星小子（電腦、超級美味遊星黃金特別預備豪華售後服務包28號）
- 天才小釣手（嵐慶）

1989年
- 超能大耳鼠（戴布拉·姆）

1990年
- 麵包超人（トンガラシ〈初代〉、煙火人〈初代〉、太鼓超人〈代演〉、法螺貝男爵、甜甜圈人〈第2代〉）
- 三眼神童（哥布林）

1991年
- 黑色推銷員（內名木洋介、一八的上司）
- 少年劍道王直角（石垣子太夫）

1992年
- 蠟筆小新（ブラックメケメケX、ブラックメケメケY、ブラックメケメケZ〈初代〉、吉爾吉洛斯總統、川山、解說員、不理不理族長老〈初代〉、動感商店店員 等）

1994年
- 小小男子漢（內山京太郎、留造）

1995年
- 芳鄰物語（陶浪法司、旅館的主人）

1996年
- 忍者亂太郎（水田奇白齋、哭泣的男人）

1998年
- 危險調查員（陳伯修）

2000年
- 勝負師傳說（旁白）

2001年
- 通靈王2001年版（麻倉葉明）

2003年
- 釣魚迷日記（甘粕賢三郎）
- 銀河鐵道物語（惠德曼）
- 驚爆危機？校園篇（大貫善治）
- 鼻毛真拳（涼麵老師）
- 魔法咪路咪路第二季（淺賀）

2004年
- 反斗小王子（豆芽菜大王）
- 怪醫黑傑克（戶隱老師、丑五郎）
- 馳風競艇王（洞口武雄）

2005年
- 鼻毛真拳（鮪魚師傅）
- 蜂蜜與四葉草（首領）

2006年
- 涼宮春日的憂鬱（管理員）
- 洛克人EXE Stream（光正）

2007年
- 偶像宣言（日渡家的管家爺）
- 鬼太郎第五季（滑瓢／好閑人）

2009年
- 怪談餐館（死神長老、住持）

### OVA
- 怪醫黑傑克（安德烈）

### 外語配音

#### 演員
丹尼·德維托
- 星戰毀滅者（賭徒）※東京電視台版。

#### 電影
- 酷斯拉（艾伯特市長〈麥可·倫納（英语：Michael Lerner (actor)）〉）※影碟版。
- 電光飛鏢俠（英语：Krull (film)）（埃爾戈〈大衛·巴特利（英语：David Battley）〉）
- 終極戰士（布萊恩·庫帕〈傑西·溫圖拉〉）※朝日電視台版。
- 她（英语：She (1965 film)）（佐布〈伯納德·克里賓斯（英语：Bernard Cribbins）〉）

#### 動畫
- 獅子王3：Hakuna Matata（麥斯叔叔、愛生氣）

### 特撮影集
- 超人力霸王（1966年）（扎拉布星人）
- 超人帝拿（1997年）
- 超人力霸王梅比斯&超人兄弟（2006年）（扎拉布星人）
- 大怪獸格鬥 NEVER ENDING ODYSSEY（2008年）（扎拉布星人）
- 大怪獸格鬥 超銀河傳說（2009年）（扎拉布星人）
- 魔法戰隊魔法連者（2005年）

## 外部連結
- 青二Production網站上的介紹 （页面存档备份，存于） （日語）